# Marcel Péré
Pas d'image ? Cliquez ici

a Compétitions nationales et continentales officielles uniquement.

b Matchs officiels uniquement.
Marcel Péré, né le 8 septembre 1940 à Lestelle-Bétharram et mort le 26 août 2021 à Billère, est un joueur de rugby à XIII international français, évoluant au poste de demi d'ouverture. En club, il a été à Saint-Gaudens remportant notamment le Championnat de France en 1970 et y étant finaliste en  1966, 1967, 1969 et 1971, aux côtés de Roger Biffi, Henri Marracq ou encore André Carrère, et finit sa carrière à Pau. Il a également côtoyé l'équipe de France.

## Biographie
Il a été champion de France avec son beau-frère Robert Séville.

## Palmarès
- Collectif :
  - Vainqueur du Championnat de France : 1970 (Saint-Gaudens).
  - Finaliste du Championnat de France : 1966, 1967, 1969 et 1971 (Saint-Gaudens).

### Détails en club
| Saison    | Saison           | Championnat           | Championnat | Coupe           | Coupe      | Sélection | Sélection | Sélection | Sélection | Sélection | Sélection | Sélection |
| Saison    | Saison           | Comp.                 | Class.      | Comp.           | Class.     | Comp.     | M         | Pts       | Ess.      | Buts      | Dp.       |           |
| --------- | ---------------- | --------------------- | ----------- | --------------- | ---------- | --------- | --------- | --------- | --------- | --------- | --------- | --------- |
| 1963-1964 | RC Saint-Gaudens | Championnat de France | 1/2 finale  | Coupe de France | 1/4 finale |           |           |           |           |           |           |           |
| 1964-1965 | RC Saint-Gaudens | Championnat de France | 1/4 finale  | Coupe de France | 1/4 finale |           |           |           |           |           |           |           |
| 1965-1966 | RC Saint-Gaudens | Championnat de France | Finaliste   | Coupe de France | 1/4 finale |           |           |           |           |           |           |           |
| 1966-1967 | RC Saint-Gaudens | Championnat de France | Finaliste   | Coupe de France | 1/2 finale |           |           |           |           |           |           |           |
| 1967-1968 | RC Saint-Gaudens | Championnat de France | 1/2 finale  | Coupe de France | 1/8 finale |           |           |           |           |           |           |           |
| 1968-1969 | RC Saint-Gaudens | Championnat de France | Finaliste   | Coupe de France | 1/8 finale |           |           |           |           |           |           |           |
| 1969-1970 | RC Saint-Gaudens | Championnat de France | Vainqueur   | Coupe de France | 1/8 finale |           |           |           |           |           |           |           |
| 1970-1971 | RC Saint-Gaudens | Championnat de France | Finaliste   | Coupe de France | 1/4 finale |           | 1         | -         | -         | -         | -         |           |
| 1971-1972 | RC Saint-Gaudens | Championnat de France | Finaliste   | Coupe de France | 1/4 finale |           |           |           |           |           |           |           |